# Limenitis pithys
Limenitis pithys är en fjärilsart som beskrevs av Bates 1864. Limenitis pithys ingår i släktet Limenitis och familjen praktfjärilar. Inga underarter finns listade i Catalogue of Life.